# Heathrow Terminal 4 állomás
A Heathrow Terminal 4 egy vasútállomás a Heathrow repülőtéren, a Heathrow Express és Heathrow Connect vonatok érintik.

## Története
Az állomást 1999-ben nyitották meg.

## Forgalom
| Járat    | Útvonal | Gyakoriság    |
| -------- | --- | ------------- |
| TfL Rail | Paddington – Ealing Broadway – West Ealing – Hanwell – Southall – Hayes & Harlington – Heathrow Central – Heathrow Terminal 4 | 30 percenként |
| TfL Rail | Heathrow Terminal 4 – Heathrow Central                                                                                        | 15 percenként |

## Átszállási kapcsolatok
| Állomás             | Átszállási kapcsolatok                                                                          |
| ------------------- | ----------------------------------------------------------------------------------------------- |
| Heathrow Terminal 4 | Piccadilly line (Heathrow Terminal 4) Helyi, helyközi és távolsági buszok (Heathrow Terminal 4) |

## Fordítás
- Ez a szócikk részben vagy egészben  a   Heathrow Terminal 4 railway station című angol Wikipédia-szócikk fordításán alapul.  Az eredeti cikk szerkesztőit annak laptörténete sorolja fel. Ez a jelzés csupán a megfogalmazás eredetét és a szerzői jogokat jelzi, nem szolgál a cikkben szereplő információk forrásmegjelöléseként.